# Kościół św. Andrzeja Apostoła w Nekli
Kościół św. Andrzeja Apostoła w Nekli – zabytkowy kościół parafialny w Nekli, w powiecie wrzesińskim, w województwie wielkopolskim.
Jest to budowla wybudowana w stylu neoromańskim w latach 1899-1901, na miejscu drewnianej świątyni z 1749. Kościół posiada kopułę. Wyposażenie wnętrza pochodzi ze starego kościoła. W głównym ołtarzu znajduje się obraz cechowy ze szkoły wielkopolskiej z XVII wieku Koronacja Matki Bożej. W prezbiterium umieszczona jest rokokowa chrzcielnica.
Świątynia mieści się przy ulicy Poznańskiej.